# Aleksy (Polikarpow)
Aleksy, imię świeckie Anatolij Stiepanowicz Polikarpow (ur. 11 lutego 1948 w Pierwouralsku) – rosyjski biskup prawosławny.

## Życiorys
Pochodzi z rodziny robotniczej. Po ukończeniu szkoły średniej pracował jako ślusarz. W 1969 r. wstąpił do moskiewskiego seminarium duchownego, które ukończył w 1972 r.; równocześnie został w 1969 r. posłusznikiem w ławrze Troicko-Siergijewskiej, zaś 18 marca 1970 r. został postrzyżony na mnicha. Przyjął imię zakonne Aleksy na cześć św. Aleksego, metropolity kijowskiego (moskiewskiego). 19 kwietnia 1970 r. przyjął święcenia diakońskie z rąk emerytowanego arcybiskupa kazańskiego Sergiusza, zaś 19 lipca 1973 r. biskup podolski Serapion wyświęcił go na kapłana. W 1976 r. ukończył natomiast wyższe studia teologiczne na Moskiewskiej Akademii Duchownej. 
Po ukończeniu studiów był nadal członkiem wspólnoty mnichów ławry Troicko-Siergijewskiej, wykonując obowiązki pomocnika spowiednika mnichów archimandryty Cyryla (Pawłowa). W 1981 r. otrzymał godność ihumena. 
W 1992 r. objął obowiązki przełożonego Monasteru Daniłowskiego w Moskwie, po czym został podniesiony do godności archimandryty. Od 1999 r. zasiada w synodalnej komisji kanonizacyjnej.
30 maja 2019 r. otrzymał nominację na biskupa pomocniczego eparchii moskiewskiej z tytułem biskupa sołniecznogorskiego. Jego chirotonia biskupia odbyła się 16 czerwca tego samego roku w ławrze Troicko-Siergijewskiej pod przewodnictwem patriarchy moskiewskiego i całej Rusi Cyryla.